# Anisarchus
Anisarchus — рід окунеподібних риб родини Стіхеєві (Stichaeidae). Описано 2 морських види, що мешкають на півночі Тихого океану та Атлантики.

## Класифікація
- Рід Anisarchus
  - Люмпен великоокий (Anisarchus macrops)
  - Люмпен середній (Anisarchus medius)